# دوور، شهرستان پرایس، ویسکانسین
دوور (به انگلیسی: Dover) یک منطقهٔ مسکونی در ایالات متحده آمریکا است که در شهرستان پرایس، ویسکانسین واقع شده‌است. دوور ۵۰۵٫۹۷ متر بالاتر از سطح دریا واقع شده‌است.